# Steiner Fülöp
Steiner Fülöp (Fertőfehéregyháza, 1839. április 28. – Tés, 1900. augusztus 11.) teológiai doktor, székesfehérvári püspök.

## Pályafutása
Olasz származású édesapját Della Pietrának hívták, ebből a névből csináltak a soproni németek Steinert. Középiskoláit Veszprémben és Győrben végezte. 1856-ban lépett a győri papnövendékek közé, és Simor János győri püspök a bécsi Pázmáneumba küldötte teológiára. 1863. július 23-án szentelték pappá. Káplán volt Mosonban, röviddel azután a győri papnevelő intézet (kisszeminárium) spirituálisa lett. 1867-ben Bécsben teológiai doktor lett; ekkor a győri szeminárium tanárává és a jogakadémián hitszónokká nevezték ki. 1868-ban a bécsi Augustineum tanulmányi igazgatója lett, mely minőségben 1882-ig működött. Ekkor nagyváradi kanonokká és szemináriumi rektorrá nevezték ki, mint ilyen tovább is tanárkodott; újra szervezte a papnevelői egyházirodalmi iskolát. Áldozatkészségét hirdetik a szeminárium kápolnájának díszes restaurálása, valamint a szegényebb sorsú növendékpapok segélyezése pénzzel és könyvekkel. 1886-ban a Szent István Társulat elnöke lett és közgyűlési beszédeivel általános figyelmet keltett.

### Püspöki pályafutása
1890. január 4-én a király székesfehérvári püspökké nevezte ki. XIII. Leó pápa június 26-án erősítette meg. Esztergomban szentelte püspökké szeptember 8-án Simor János érsek; székét szeptember 14-én foglalta el.
Figyelemmel kísérte a szeminárium életét; papnövendékei közül sokakat külföldi egyetemekre juttatott. Rendszeressé tette a papi lelkigyakorlatokat. Nevéhez fűződik a püspöki palota restaurálása, a püspöki birtokok épületeinek modernizálása, emberhez méltó cselédlakások építése. Tíz éves püspöksége alatt négyszer járt Rómában.

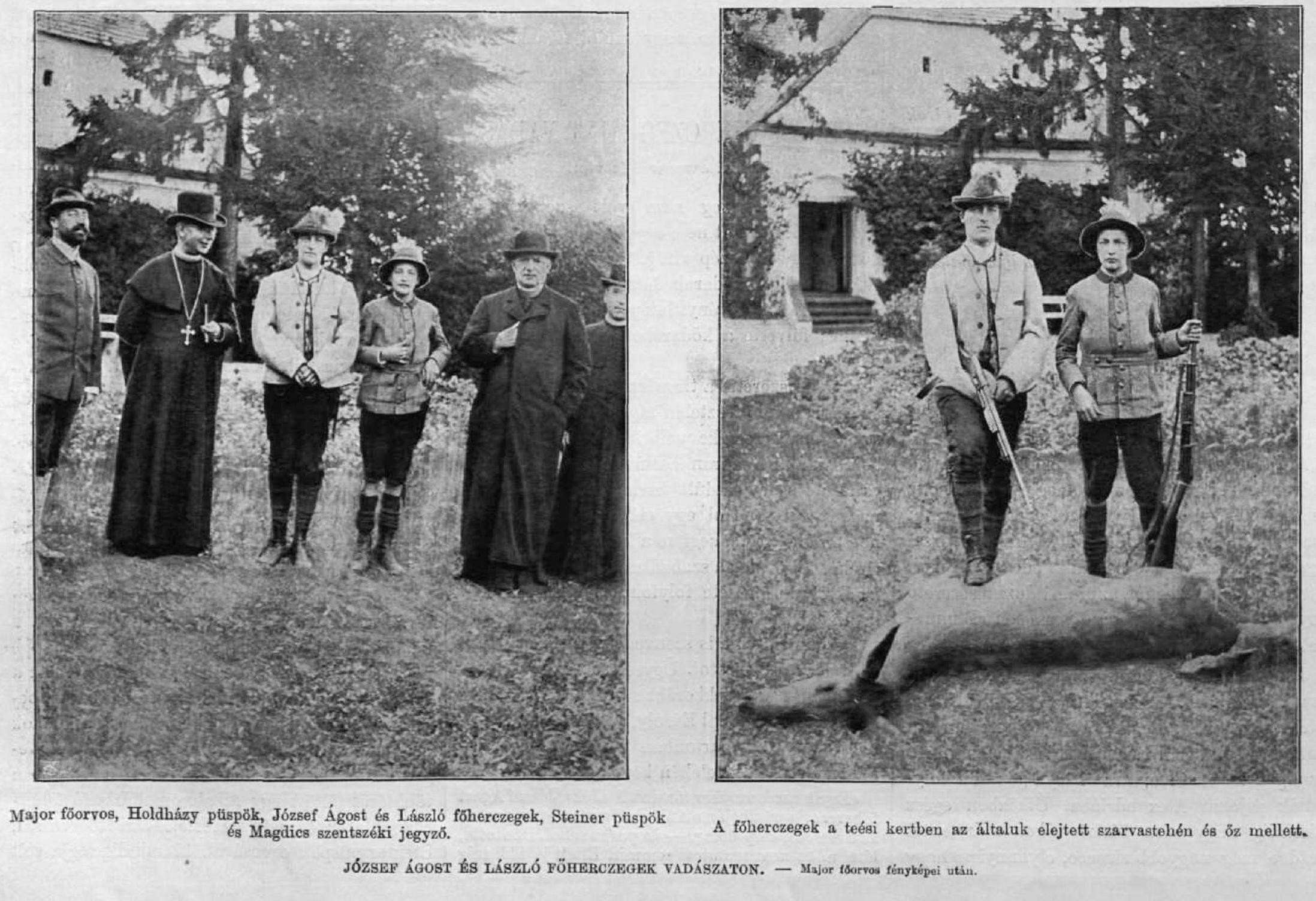
Vadászaton Holdházy Jánossal, József Ágost és László főhercegekkel

A pápa trónállója, a Szent Tamás- és Szent László társulatok elnöke, a katolikus legényegyletek országos szövetkezetének díszelnöke, a főrendiházban a naplóbiráló és a közjogi bizottság tagja volt. Jelentős szerepe volt a Néppárt létrehozásában, melynek támogatására alapította a Fejér Megyei Naplót; 1894-ben a székesfehérvári katolikus nagygyűlésen mondták ki a párt megalapításának szükségességét.
A tési püspöki nyaralóban hunyt el, és a Szent István-székesegyházban helyezték nyugalomra.

## Művei
- Immortellen auf den Sarg weiland ihrer Majestät der Kaiserin und Königin Carolina Augusta Wien, 1873
- Egyházi beszéd, melyet Sz. István Magyarország első apostoli királyának ünnepén 1874. aug. 20. Budán tartott. Uo. 1874
- Emlékbeszéd, melyet gróf Cziráky Jánosné, szül. Dezasse Ludowika Erzsébet grófnő, a budapesti központi oltáregyesületnek 1899. jan. 6. elhunyt elnöknője felett mondott. Bpest, 1899
- Egyházi beszédei emellett a Borromaeus című folyóiratban, elnöki megnyitóbeszédei a Szent István-társulat közgyűlésén (1887–1893.) a Kath. Szemlében vannak